# Leon Kellner

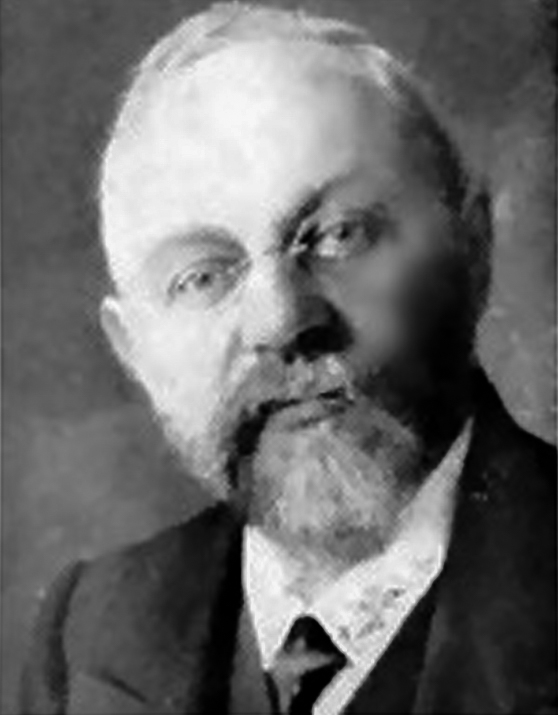
Leon Kellner

Leon Kellner (* 17. April 1859 in Tarnów, Galizien, Kaisertum Österreich; † 5. Dezember 1928 in Wien; Pseudonym: Leo Rafaels) war ein österreichischer Anglist, Zionist, Literaturhistoriker und Volksbildner.

## Leben

### Kindheit, Jugend und Studium
Leon Kellner war der Sohn jüdischer Kaufleute, die in bescheidenen Verhältnissen lebten. Sein Vater Rafael Kellner war Getreidehändler; seine Mutter Lea Kellner stammte aus einer Gelehrtenfamilie und hatte auch selbst eine gute Schulbildung genossen. Als sich die wirtschaftliche Lage ihres Mannes aufgrund des Anschlusses der Region an das Eisenbahnnetz und damit an den überregionalen Handelsverkehr massiv verschlechterte, eröffnete sie einen kleinen Gemischtwarenladen und bestritt so den Lebensunterhalt der Familie.
Wie damals in den frommen jüdischen Familien Galiziens üblich, kam Leon bereits im Alter von drei Jahren in die jüdische Schule, den Cheder. Er erlernte dort das hebräische Alphabet und las in der Thora. Da er sich als begabter Schüler erwies, wurde er vom Lehrer bald mit der Unterweisung seiner jüngeren Mitschüler beauftragt. Als Leon dreizehn Jahre alt war, beschlossen seine Eltern, ihm die deutsche Sprache beibringen zu lassen, da die deutsche Sprache damals im zu Österreich-Ungarn gehörenden Galizien eine große Rolle spielte. Der zu diesem Zweck engagierte Privatlehrer überschritt allerdings die Grenzen seines Auftrages und vermittelte seinem Schüler neben den geforderten einfachen Sprachkenntnissen auch Geographie, Geschichte und Literatur. Seinen Wissensdurst musste Leon gegen große Widerstände aus seiner Familie verteidigen, die sein Eindringen in das nichtjüdische Geistesleben argwöhnisch beäugte und den Unterricht folgerichtig nach einiger Zeit wieder einstellen ließ.
Es folgte eine kurze Zeit familiären Konflikts, der letztlich in der Entscheidung sein Ende fand, den Jungen am angesehenen Jüdisch-Theologischen Seminar in Breslau studieren zu lassen. Die Eltern beauftragten einen fortgeschrittenen Schüler damit, ihn in die Gegenstände des Gymnasialunterrichts einzuführen, und so konnte Leon im Herbst 1876 in die Gymnasialabteilung des Breslauer Seminars aufgenommen werden. Aber schon im zweiten Schuljahr wurde ihm bewusst, dass die dort vermittelten Inhalte nicht seinen Erwartungen entsprachen. Zu traditionell und konservativ erschienen ihm die Vorträge seiner Lehrer. Sein Mentor David Rosin riet ihm daher, die theologische Ausbildung vorerst zu unterbrechen und an ein Obergymnasium zu wechseln. So zog Leon Kellner 1878 nach Bielitz in Österreichisch-Schlesien, um dort die Reifeprüfung abzulegen. Dort lernte er auch seine zukünftige Ehefrau Anna Weiß kennen.
Am Gymnasium war er von den sprachlichen Fächern am meisten angetan, so dass es nahe lag, nach Ablegung der Reifeprüfung ein philologisches Studium in Angriff zu nehmen. Im Herbst 1880 immatrikulierte er sich an der Universität Wien. Zunächst belegte er Veranstaltungen in den klassischen Sprachen, doch da die modernen Sprachen im Lehrberuf ein besseres Auskommen versprachen und er möglichst bald heiraten wollte, verlegte er den Schwerpunkt seiner Studien bald auf die Neuphilologien. Kellner hörte Anglistik bei Jakob Schipper und Alois Brandl, Romanistik bei Adolf Mussafia und Ferdinand Lotheissen, Germanistik bei Richard Heinzel, Jakob Minor und Erich Schmidt, Sanskrit und Vergleichende Grammatik der indogermanischen Sprachen bei Friedrich Max Müller, Lautphysiologie bei Ernst Wilhelm von Brücke, Griechische Grammatik bei Wilhelm von Hartel und Orientalische Sprachen bei David Heinrich Müller. Zu Beginn des zweiten Semesters legte er die Aufnahmeprüfung für das Englische Seminar der Universität ab, dem er ab diesem Zeitpunkt als ordentliches Mitglied angehörte. Seinen Lebensunterhalt verdiente Kellner während seiner Studienjahre als Hauslehrer bei mehreren wohlhabenden Familien. 1883 promovierte er bei Schipper zum Dr. phil. über Die Genera Verbi bei Shakespeare.

### Lehrer in Wien und Troppau
Noch im Winter 1883/84 nahm Kellner seine Lehrtätigkeit als Supplent an einer Oberrealschule und an einem Gymnasium in Wien auf. Da das Einkommen aus dieser Tätigkeit nicht ausreichte, trat er außerdem eine Stelle als Religionslehrer am Franz-Joseph-Gymnasium (heute Gymnasium Stubenbastei) an und übernahm die Neukatalogisierung der Bibliothek der Wiener Israelitischen Kultusgemeinde. Zu dieser Zeit begann mit dem Erscheinen seines Aufsatzes über Schopenhauer als Sprachforscher in Heinrich Friedjungs Deutscher Wochenschrift vom 24. Februar 1884 auch seine publizistische Tätigkeit, die er mit seinen Feuilletons in der „alten“ und der Neuen Freien Presse und dem Neuen Wiener Tagblatt über viele Jahre fortsetzte.
Im Sommer 1885 reiste Kellner zum ersten Mal nach England und verbrachte ab da einige Jahre lang zumindest den Sommer in Großbritannien, um im Britischen Museum seinen philologischen Interessen nachgehen zu können. Im Herbst 1886 absolvierte er die Lehramtsprüfung für die Hauptfächer Englisch und Französisch und für Deutsch als Nebenfach.
Auf der Grundlage der während seiner Englandaufenthalte gewonnenen Forschungsergebnisse konnte sich Kellner im Frühjahr 1890 mit einer Edition von William Caxtons Blanchardyn and Englantine und einer Studie über Caxton’s Syntax and Style für das Gesamtgebiet der englischen Philologie habilitieren. In den darauf folgenden drei Semestern hielt er als Privatdozent an der Universität Wien mehrere Vorlesungen zur englischen Sprach- und Literaturgeschichte. Seine akademische Lehrtätigkeit fand allerdings schon im Herbst 1891 eine vorläufiges Ende, da er zum wirklichen Lehrer an der Staatsoberrealschule in Troppau ernannt wurde. Seine Erfahrungen als Pädagoge hielt er in einer Reihe von Skizzen nieder, die Anna Kellner nach dem Tod ihres Mannes unter dem Titel Meine Schüler veröffentlichte.
Ungeachtet der durchwegs positiven Erfahrungen in Troppau zog es Kellner nach Wien zurück, da er seiner universitären Tätigkeit weiter nachgehen wollte. Im Herbst 1894 erhielt er eine Stelle an der Oberrealschule in Wien-Währing und übersiedelte mit seiner Familie – mittlerweile waren zwei der drei Kinder des Paares geboren worden – zurück in die Hauptstadt. Einer seiner Schüler an der Währinger Oberrealschule war der junge Oskar Kokoschka. Schon im darauf folgenden Jahr konnte Kellner seine Vorlesungen an der Wiener Universität wieder aufnehmen.
Den bedeutendsten Einfluss auf Kellners weiteren Lebensweg hatte die Begegnung mit dem ebenfalls für die Neue Freie Presse tätigen Theodor Herzl, die zu einer engen Freundschaft zwischen zwei Gleichgesinnten führen sollte. Ihren Ausgang nahm diese Beziehung Mitte der 1890er Jahre, als Kellner einen Brief von Herzl erhielt, in dem dieser den Anglisten bat, die Druckbögen der englischen Übersetzung von Herzls Werk Der Judenstaat durchzusehen und sich eine Meinung über deren Qualität zu bilden:

„Als der Brief kam, war die frühe Abenddämmerung eines Oktobertages [nach P. Arnold, S. 176 Anm. 3, jedoch: Märztages] hereingebrochen; als ich die Lektüre des deutschen Buches beendet hatte, fiel das Licht der fahlen Morgendämmerung in mein Arbeitszimmer. Um die Mittagsstunde des folgenden Tages suchte ich Herzl in der „Neuen Freien Presse“ auf. Ich sprach nur wenige Worte: Herzl hörte die Erschütterung heraus, der ich noch nicht ganz Herr geworden war, und streckte mir mit nassen Augen die Hände entgegen. Die englische Übersetzung des „Judenstaates“ war vergessen; es gab soviel Wichtiges zu besprechen.“

Seit diesem Zeitpunkt engagierte sich Kellner intensiv in der zionistischen Bewegung.
Im Schuljahr 1898/99 ließ sich Kellner von seinen Unterrichtspflichten beurlauben und übersiedelte mit seiner Familie nach Großbritannien. Während dieser Monate war er vor allem mit der vollständigen Überarbeitung des inzwischen veralteten englisch-deutschen Wörterbuches von Friedrich Wilhelm Thieme (1. Auflage 1846) für den Vieweg-Verlag befasst. Parallel dazu arbeitete er am Band Shakespeare für die von Rudolf Lothar im Verlag E. A. Seemann herausgegebene Reihe Dichter und Darsteller. Sein Buch Ein Jahr in England 1898–1899, eine Sammlung von Essays Kellners über das Leben in England, erschien im folgenden Jahr im Cotta-Verlag.
Nach seiner Rückkehr nach Wien im Herbst 1899 setzte Kellner seine Lehrtätigkeit an Universität und Schule fort.

### Professor und Politiker in Czernowitz
Fünf Jahre später, im Frühjahr 1904, erreichte Leon Kellner die Nachricht von seiner Bestellung zum außerordentlichen Professor für englische Philologie an der jungen Franz-Josephs-Universität Czernowitz in der damals österreichischen Bukowina. Die Ernennung zum Ordinarius erfolgte im Herbst 1909. An der Czernowitzer Universität trat er durch die Gründung des Philologischen Vereines hervor, in dem die Vertreter der einschlägigen Disziplinen wöchentlich zum fachlichen Austausch zusammenkamen. Auch an den populärwissenschaftlichen „volkstümlichen Universitätskursen“ war Kellner mit Vorträgen zur englischen Literaturgeschichte beteiligt.
Sein Interesse für die Lebensbedingungen der jüdischen Bevölkerung blieb auch während seiner Czernowitzer Zeit ausgeprägt. Die politische Landschaft des Bukowiner Judentums befand sich in diesen letzten Jahren der Habsburgermonarchie in einer schwierigen Lage, die maßgeblich vom Konkurrenzdenken der beteiligten Fraktionen geprägt war. 1908 spaltete sich die Bukowiner zionistische Distriktsorganisation von der gesamtösterreichischen Landesorganisation ab, doch die Konstituierung eines eigenen Landeskomitees erfolgte erst 1910. Zum ersten Vorsitzenden wurde Leon Kellner gewählt. Noch im selben Jahr gründete er mit einigen Gleichgesinnten den „Volksrat der Juden“, mit dem er 1911 in den Landtag der Bukowina einzog.
Als Politiker setzte er sich sowohl für konkrete Verbesserungen der jüdischen Lebensverhältnisse im Kronland als auch für die Stärkung der politischen Vertretung des Judentums ein. Exemplarisch ist in diesem Zusammenhang seine am 13. Jänner 1913 vor dem Landtag gehaltene Rede, in der er für die Anerkennung der Juden als eigenständige Nation eintrat:

„Wien sagt uns, das Jüdische sei keine Sprache, folglich könne die Regierung die Juden nicht als Nationalität anerkennen, denn die Grundlage für die Anerkennung der Nationalität sei die Sprache. Staatstheoretiker von anderer Färbung sagen, die Juden seien keine Nation, denn es fehle ihnen der Boden; wieder andere sagen, sie können die Juden nicht als Nation anerkennen, weil sie nicht bewiesen haben, daß sie eine reine Rasse sind und dergleichen Kinkerlitzchen mehr.
 Die Juden von heute sagen etwas ganz anderes und dagegen, glaube ich, gibt es keinen Einwand: Ihr fragt uns, was wir seien und wir sagen euch, wir sind eine Nation; und da kommt ihr mit allerlei Gründen und sagt, wir seien keine. Gut. Da werden wir bescheidener und sagen: Unser Wort gilt nicht; so fragen wir euch, die anerkannten Nationalitäten. Sind wir Rumänen? [Zwischenruf] Keine Spur! Wir fragen die Ruthenen: Zählen Sie uns zu den Ruthenen, wenn wir die ruthenische Sprache sprechen? Denn es gibt viele Juden, die vortrefflich Ruthenisch sprechen. Die Ruthenen antworten: Keine Spur!
 Nun kommen die Deutschen. Ich bilde mir ein, daß viele von uns die deutsche Sprache und Literatur so sehr in sich aufgenommen haben, daß man sie nach der Sprache sicherlich nicht von den arischen Deutschen unterscheidet. Richtet man aber an die Deutschen die Frage, ob jene Leute, die die deutsche Sprache, Literatur und Kultur in sich aufgenommen haben, Deutsche sind, dann werden die Herren sicherlich mit „Nein“ antworten. Was sind wir also? Sie selbst sagen, daß wir nicht Rumänen, nicht Deutsche und nicht Ruthenen sind; wir sagen Ihnen, wir sind Juden!“

Kellner betonte weiter, dass für ihn die Gründung eines eigenständigen Judenstaates der einzige realistische Weg zur vollen Emanzipation der Juden sei. In diesem neuen Staat sollte jedoch Hebräisch gesprochen werden, nicht Jiddisch, so dass er das Jiddische als Kennzeichen einer jüdischen nationalen Identität ablehnte. Für die Einteilung der Wahlkörper schlug er daher keine eigene jüdische Kurie auf der Basis der jiddischen Sprache vor, sondern einen davon unabhängigen gemeinsamen Wahlkörper für die nichtchristlichen Deutschen und die Juden der Bukowina.
Auf sozialem Gebiet initiierte Kellner die Errichtung einer Handwerkerbank durch die Jewish Colonial Association und regte erfolgreich die Errichtung eines Lehrlingsheimes und einer öffentlichen Bibliothek an. Mit dem Ende des österreichischen Kronlandes Bukowina endete auch Leon Kellners kurze politische Laufbahn.

### Lebensabend
Kellners Familie, die ursprünglich mit ihm nach Czernowitz gezogen war, kehrte schon 1907 wieder nach Wien zurück. Er selbst folgte nach, als Czernowitz im Krieg vom Gegner eingenommen wurde. Seine akademische Laufbahn war damit beendet, denn anders als die meisten seiner Czernowitzer Kollegen konnte er an keiner Universität in „Restösterreich“ Fuß fassen.
Zwar war am Englischen Seminar der Wien Universität seit der Emeritierung Schippers im Jahr 1913 eine Lehrkanzel frei, doch bei den Beratungen über die Nachbesetzung, die in den darauf folgenden Jahren stattfanden, hatte das diesbezügliche Engagement Kellners keine Unterstützung gefunden. Als er 1919 um einen – wegen seines Anspruchs auf Weiterbezug seines Beamtengehalts immerhin kostenneutralen – Lehrauftrag ansuchte, mag ihm dies aussichtsreicher erschienen sein. Zum Referenten der vom Professorenkollegium zwecks Befassung mit Kellners Bewerbung eingesetzten Kommission wurde der Anglist Karl Luick bestellt, damals der einzige Professor des Fachs an der Universität. Über das Ergebnis der Beratungen hielt Luick fest:

„Vor der Art, Literaturgeschichte zu treiben, wie sie bei ihm zu Tage tritt, muss der jetzige Fachvertreter im Interesse einer streng wissenschaftlichen Schulung der Studierenden beständig warnen und ähnlich gehen die Vertreter der verwandten Fächer vor. Wenn nun die Studierenden von einer anderen Lehrkraft diese Art vertreten sähen, ergäbe sich ein Zwiespalt, der den Unterricht in der bedenklichsten Weise schädigen würde.“

Anhand von Kellners Hauptwerk Die englische Literatur im Zeitalter der Königin Viktoria (1909) stellte Luick seine Einwände gegen Kellners Zugang zur Literaturwissenschaft dar. Der Wiener Ordinarius war ein später Repräsentant einer positivistischen Schule, die lediglich eine „historisch-genetische Darstellung“ literaturgeschichtlicher Entwicklungen anerkannte. Kellner wäre im Gegensatz zu dieser nicht in der Lage, zu erklären, „[a]us welchen persönlichen und sachlichen Voraussetzungen ein Dichtwerk erwachsen ist, wie in Zusammenhang mit seinen Lebensschicksalen und wechselnden literarischen oder sonstigen Einwirkungen ein Dichter sich entwickelt [und] wie die Entwicklungen der Einzelnen sich zu Richtungen zusammenschliessen“. Kellners Werke wären also zu subjektiv und eher journalistischer denn wissenschaftlicher Natur: „Gerade das fehlt, was die neuere Forschung als wesentlich erachtet, um zu einer objektiven Erfassung der Literaturwerke zu gelangen.“ Luick war der Auffassung, „dass seine literarhistorischen Arbeiten sich [...] den in England üblichen nähern“, während die „deutsche Wissenschaft“, aus der Kellner damit geradezu verdrängt wurde, einen viel höheren Entwicklungsstand erreicht hätte.
Tatsächlich stritt Kellner auch gar nicht ab, dass seine Methode nicht der in Wien üblichen entsprach. Im Vorwort zu seiner viktorianischen Literaturgeschichte schrieb er:

„Der Lebenslauf eines jeden Schriftstellers wird für sich erzählt, scharf geschieden von der Besprechung seiner Werke; Analyse, Stoffgeschichte, ästhetische Würdigung bilden ein eigenes Kapitel. Dieses Vorgehen steht nicht im Einklang mit der geltenden Übung und verzichtet in der Tat auf den Vorzug, organische Entwicklung darzustellen oder wenigstens den Eindruck einer solchen Darstellung zu erzeugen. Aber wer sich in Befolgung der landläufigen Methode die Verpflichtung auferlegt, auf Schritt und Tritt den organischen Zusammenhang zwischen Leben und Dichtung aufzuzeigen, unterliegt [...] leicht der Versuchung, den widerspenstigen Tatsachen Gewalt anzutun, um eine vorgefasste Theorie siegreich durchzuführen.“

Die laut Karl Luick „schwersten Mängel“ in Kellners Arbeiten waren also vielmehr bewusste Abweichungen von der an der Wiener Anglistik monopolisierten „historisch-genetischen Betrachtung“ und die geäußerte Befürchtung, die hohen Maßstäbe im universitären Unterricht könnten durch eine Bestellung Kellners Schaden nehmen, das Abwehrverhalten einer nicht länger modernen, aber institutionell bestens etablierten akademischen Schule. Dazu kommt, dass antisemitisch motivierte Vorbehalte gegen jüdische Studierende und Hochschullehrer an der Wiener Universität weit verbreitet waren. Dass Kellner im Lauf seiner wissenschaftlichen Karriere durchaus mit Antisemitismus konfrontiert war, ist in den Quellen aus seinem persönlichen Umfeld mehrfach belegt.
In den Jahren nach dem Ersten Weltkrieg widmete sich Kellner als Privatgelehrter intensiv der Shakespeare-Forschung. An der Technischen Hochschule sowie im nicht konfessionellen Ottakringer Settlement, einer populären Volksbildungseinrichtung, unterrichtete er Englisch. Außerdem war er für die Präsidentschaftskanzlei in Wien als Fremdsprachenkorrespondent tätig. Kellner hatte enge persönliche Beziehungen zu den Staatsoberhäuptern Michael Hainisch und Karl Seitz; mit Hainisch verband ihn eine gemeinsame Vergangenheit in der Fabierbewegung, zu deren Rezeption in Österreich Leon Kellner durch seine einschlägigen Artikel im Wirtschaftsteil der Neuen Freien Presse maßgeblich beigetragen hatte.
Leon Kellners soziales Umfeld bestand zu dieser Zeit maßgeblich aus dem Kreis rund um die Romanistin Elise Richter und ihre Schwester, die Anglistin Helene Richter. Dem gemeinsamen Freundeskreis gehörten u. a. Johann Kremenezky, Richard Beer-Hofmann und Felix Salten an.

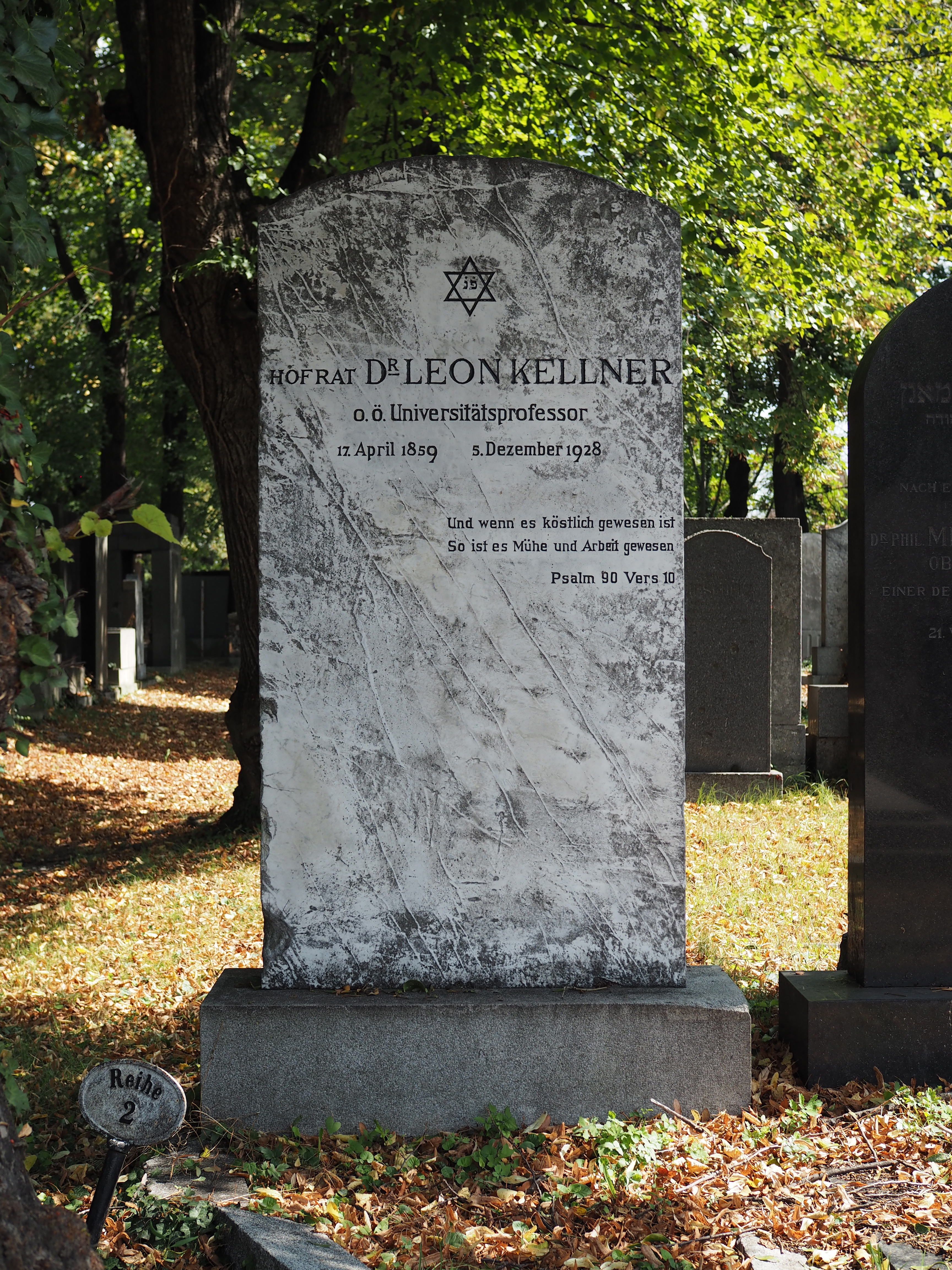
Grab von Leon Kellner auf dem Wiener Zentralfriedhof

Kellners Tochter Dora war seit 1917 mit dem Philosophen Walter Benjamin verheiratet. Aus Briefen Benjamins geht hervor, dass dieser auf finanzielle Unterstützung durch das Ehepaar Kellner angewiesen war. So schrieb er am 14. Oktober 1922 an Florens Christian Rang: „So unqualifizierbar die Gesinnung meiner Eltern, deren Vermögensumstände zur Zeit sehr gut sind, ist, ebenso außerordentlich ist die Entschiedenheit, mit der meine Schwiegereltern nicht nur moralisch sondern, trotz ihrer beschränkten Mittel auf nachdrückliche Weise auch finanziell uns zur Seite stehen.“
Wenngleich in Anna Kellners Biographie ein gegenteiliger Eindruck vermittelt wird, legen die Erinnerungen seiner Wegbegleiter doch nahe, dass die letzten Lebensjahre ihres Mannes von Resignation und der Enttäuschung über das unfreiwillige Ende seiner universitären Laufbahn geprägt waren. 1927 reiste er ein letztes Mal nach Palästina, um seinen dort lebenden Sohn und dessen Familie zu besuchen. Im darauf folgenden Jahr, am 5. Dezember 1928, erlag er im Alter von 69 Jahren einem Herzleiden. Er wurde in der neuen jüdischen Abteilung des Wiener Zentralfriedhofs bestattet (9A/2/1).
An ihn erinnert heute der Leon Kellner-Weg in Wien-Hietzing.

## Leistungen

### Englische Philologie
Außer den bereits genannten Hochschulschriften (Die Genera Verbi bei Shakespeare, Phil. Dissertation 1883; Caxton’s Blanchardyn and Englantine und Caxton’s Syntax and Style, Phil. Habilitationsschrift 1890) verfasste Kellner noch eine Reihe weiterer wissenschaftlicher Arbeiten. 1892 veröffentlichte er die von ihm überarbeitete Ausgabe der Historical Outlines of English Accidence von Richard Morris sowie die von ihm selbst erarbeiteten Historical Outlines of English Syntax. Besondere Relevanz erlangten diese beiden Schriften durch ihre Verwendung als Prüfungsunterlagen an britischen Universitäten. Die von ihm völlig neu bearbeitete 14. Auflage von Thiemes Englisch-deutschem Wörterbuch erschien 1902. Während seiner Zeit an der Universität Czernowitz publizierte er seine beiden vielleicht wichtigsten literaturhistorischen Monographien, nämlich seine Geschichte der englischen Literatur im Zeitalter der Königin Victoria (1909) und die Geschichte der nordamerikanischen Literatur (1913). Im Zeitraum von 1905 bis 1914 erschien außerdem die von ihm gemeinsam mit Gustav Krüger herausgegebene lexikographische Zeitschrift Bausteine.
Nach der erzwungenen Beendigung seiner aktiven Karriere als Hochschullehrer arbeitete Kellner fast ausschließlich zu Shakespeare. In diesem Zusammenhang sind zunächst das Shakespeare-Wörterbuch (1922): Neue Wege zu Shakespeare (1922) und Restoring Shakespeare (1925) zu nennen. Posthum erschienen Shakespeares Sonette (1930) und Erläuterungen und Textverbesserungen zu 14 Dramen Shakespeares (1931).

### Zionismus
Dem Lexikon des Judentums zufolge war Leon Kellner „engster Mitarbeiter Th[eodor] Herzls“. Die persönliche Motivation für sein zionistisches Engagement brachte Kellner in einem Brief zum Ausdruck, den er 1896 an einen Bekannten in Troppau schrieb:

„Was wollen wir? Ich habe eine sehr einfache Formel für mein Wollen: ich will in der Gegenwart den Grundstein legen helfen zu einem Gebäude, welches vielleicht in ferner Zukunft geräumig genug sein wird, um unsere Ur-urenkel vor Sturm und Ungewitter zu schützen. Wir wollen soviele arme Juden, die arbeiten wollen und können, als nur möglich nach den fruchtbaren Teilen von Palästina und Syrien bringen und ihnen dort eine Selbstverwaltung sichern – das ist alles. Wird aus diesem bescheidenen Anfang etwas, gut; wird es nichts, so haben wir immerhin so und sovielen verkommenen Existenzen zu einem menschenwürdigen Dasein verholfen und keinem Menschen geschadet. Denn unsere Bestrebung ist auf die Zukunft gerichtet. Ich bin ein guter Österreicher in jeder Beziehung, bereit, mit dem Vaterlande Freud und Leid zu teilen, wie es ja auch in Wirklichkeit geschieht. Ich lebe mit Christen, arbeite mit ihnen, erziehe christliche Kinder und bin jeden Tag, so oft ich meine Klasse betrete, voll stolzer Genugtuung darüber, daß es mir gegönnt war, die Schranken des Vorurteils zu durchbrechen und allen Hindernissen der Geburt, der Erziehung und der bösen Zeitströmmung zum Trotze, dem menschlichsten, schönsten aller Berufe obliegen zu können. Ich fühle mich auch vollkommen als Deutscher: die deutsche Sprache ist mir zum zweiten Vaterlande, zur geistigen Heimat geworden, und ich bin ein deutscher Schriftsteller trotz alledem und alledem.
 Das ist meine Gegenwart, meine Gegenwart.
 Aber wieviele meiner Stammes- und Glaubensgenossen haben eine Gegenwart, eine solche Gegenwart? Sie haben die erste Hälfte ihres Lebens mit der Vorbereitung für ihren Beruf verbracht, und siehe da! alle Berufe sind ihnen verschlossen! Sie wissen schon in Troppau von der Not der Juden in den sogenannten gelehrten Berufen zu erzählen – wenn Sie erst wüssten, wie es in Polen ausschaut!
 Und weiß ich, was meinen Kindern bevorsteht?“

Zu Herzls Wochenschrift Die Welt steuerte Kellner (aufgrund seiner Stellung als Beamter regelmäßig unter dem Pseudonym Leo Rafaels) zahlreiche Artikel bei. Er nutzte auch seine britischen Kontakte, um für das zionistische Anliegen zu werben. Nach dem Ableben seines Freundes im Jahr 1904 übernahm Kellner die Verantwortung für dessen literarischen Nachlass und gab Herzls Zionistische Schriften in Buchform heraus. 1920 erschien der erste Teil seiner Herzl-Biographie unter dem Titel Theodor Herzls Lehrjahre; der geplante zweite Teil kam nicht mehr zustande.

### Volksbildung
Die Sorge um die Zukunft der jüdischen Bevölkerung war es auch, die ihn antrieb, sich für die Schaffung jüdischer Toynbeehallen in Österreich einzusetzen, wobei er sich auf die Ideen der in England entstandenen Settlementbewegung stützte.
Die Settlement-Bewegung hatte ihren Ausgang im viktorianischen London genommen, wo die dramatische Lage der Arbeiterinnen und Arbeiter vor allem in den östlichen Stadtteilen nicht mehr zu übersehen war. Im Rahmen einer von religiös motivierten Angehörigen der akademischen Elite ausgehenden Bewegung siedelten sich Studenten und junge Graduierte aus Oxford und Cambridge in den betroffenen Stadtteilen an, um gemeinsam mit den Armen zu leben und zu arbeiten. In ihren „Settlement Houses“ boten die durchwegs überaus vermögenden Jungakademiker ihrer Zielgruppe neben der Versorgung mit Lebensmitteln und einem Dach über dem Kopf vor allem auch Zugang zu für geeignet erachteten Auszügen aus dem traditionellen Bildungskanon.
Eines der bedeutendsten Beispiele für dieses Engagement war Toynbee Hall, eine Gründung des Vikars Samuel A. Barnett und seiner Frau Henrietta. Benannt wurde die Einrichtung in Erinnerung an den Nationalökonomen Arnold Toynbee, der sich vor seinem frühen Tod gemeinsam mit dem Ehepaar Barnett im Armenviertel Whitechapel engagiert hatte. In Toynbee Hall wurden praktische Kurse und populärwissenschaftliche Vorträge sowie musikalische Veranstaltungen und Ausstellungen geboten.
Leon Kellner lernte Toynbee Hall im Rahmen seiner zahlreichen Reisen nach Großbritannien kennen. In seinem Buch über den längsten dieser Aufenthalte widmete er dieser Institution und der Settlementbewegung im Allgemeinen ein eigenes Kapitel. Schon damals kam ihm der Gedanke, dass eine auf demselben Prinzip aufbauende Einrichtung auch in Wien benötigt würde. Bis zur Verwirklichung dieser Idee sollten jedoch noch zehn Jahre vergehen. Außerdem war zu entscheiden, ob diese erste Toynbeehalle auf dem Kontinent den breiten Massen offenstehen oder ob sie eine spezifisch jüdische Ausrichtung haben sollte. Dazu berichtete Kellner rückblickend:

„Es wäre das Natürlichste gewesen, eine Wiener Toynbee-Halle schlechtweg, frei von konfessionellen oder nationalen Nebengedanken, ein Haus für die Armen aller Bevölkerungsschichten zu gründen, und in der That haben mir viele meiner jüdischen Freunde ihre Unterstützung in Aussicht gestellt, wenn ich den „unheilvollen“ Plan einer jüdischen Toynbee-Halle fallen liesse und dafür eine Volkshalle für jedermann ins Leben rufen wollte. Aber das wäre eine blinde, thörichte, unfruchtbare Nachahmung, ein Schlag ins Wasser gewesen. Wien ist – leider! – nicht London, und was für die Armen von Whitechapel eine selbstverständliche Sache ist, das wäre den Wienern, und zwar nicht nur den Wienern der untersten Schichten ein unbegreifliches Wagnis: Christen und Juden als gleichwertige Stadtgenossen teilnehmend an einer und derselben geselligen Unterhaltung! Und wenn schon die Empfangenden, die Armen, sich in das Unerhörte gefunden hätten, wo sollen die vorurteilsfreien Männer, Frauen und Mädchen herkommen, die sich der schweren Aufgabe der Unterhaltung und Bewirtung unterziehen würden?“

Das Programm der 1900 eröffneten Wiener jüdischen Toynbeehalle richtete sich nach den Jahreszeiten. Während im Sommer der Schwerpunkt auf praktische Kurse gelegt wurde, folgten die Vorträge des Winterprogramms einem fixen Schema. Der Montag war der Medizin gewidmet, am Dienstag gab es die Möglichkeit zu offenen Diskussionen, der Mittwoch stand (wie auch der Sonntag) im Zeichen der jüdischen Geschichte, am Donnerstag wurden Naturwissenschaften bzw. „Seelenlehre“ und am Freitag Bibelauslegungen geboten. Konzertabende wurden am Samstag veranstaltet; sonntags gab es eigene Kinderabende.
Wie schon zuvor in Wien initiierte Kellner auch in Czernowitz die Gründung einer Toynbeehalle. Der Trägerverein wurde bereits 1910 gegründet, doch erst 1913 kam es zum Bezug des eigens errichteten Gebäudes, das von dem wohlhabenden Ehepaar Markus und Anna Kislinger gestiftet worden war. Ihrem Wiener Pendant entsprechend, richtete sich die neue Einrichtung an ein jüdisches Publikum, sie wurde jedoch auch von der nichtjüdischen Bevölkerung der Stadt frequentiert.

## Werke
- Zur Syntax des englischen Verbums, mit besonderer Berücksichtigung Shakespeares, Wien 1885.
- Englische Epigonenpoesie, Stuttgart 1889.
- Caxton's Blanchardyn and Eglantine, London 1890.
- Caxton's Syntax and Style, London 1890.
- Historical Outlines of English Accidence by Richard Morris, London 1892.
- Historical Outlines of English Syntax, London-New York 1892.
- The Three Kings' Sons, London 1895.
- Sonnenburgs Grammatik der Englischen Sprache, Wien 1895.
- Altenglische Spruchweisheit, Wien 1897.
- Englische Märchen (gem. mit Anna Kellner), Wien 1899.
- Ein Jahr in England 1889/90, Stuttgart 1900.
- Shakespeare, Leipzig-Berlin-Wien 1900.
- Eine jüdische Toynbee-Halle in Wien, Wien 1901.
- Deutsch-Englisches und Englisch-Deutsches Handwörterbuch, Braunschweig 1902–1905.
- Lehrbuch der englischen Sprache für Mädchenlyzeen, Berlin 1903; 2Berlin 1910.
- Zionistische Schriften von Theodor Herzl, Berlin 1908.
- Die englische Literatur im Zeitalter der Königin Victoria, Leipzig 1909.
- Geschichte der Nordamerikanischen Literatur, Berlin-Leipzig 1913; amerikan. Übers. Garden City 1915.
- Austria of the Austrians and Hungary of the Hungarians (gem. mit Paula Arnold und Arthur L. Delisle), London 1914.
- Jüdische Weihestunden, Czernowitz 1914.
- English Fairy Tales, Leipzig 1917.
- The Essays or Counsels Civil and Moral by Francis Bacon, Leipzig 1919.
- Shakespeare-Bacon als Essayist, Wien 1919.
- Von Dickens bis Shaw, Leipzig 1919; tschech. Übers. Prag 1928.
- Theodor Herzls Lehrjahre, Wien 1920.
- Shakespeare-Wörterbuch, Leipzig 1922.
- Neue Wege zu Shakespeare, Wien 1922.
- Restoring Shakespeare, Leipzig-London 1925.
- Shakespeares Sonette, Heidelberg 1930.
- Meine Schüler. Geschichten und Skizzen aus meiner Klasse, Berlin-Wien 1930.
- Erläuterungen und Textverbesserungen zu 14 Dramen Shakespeares, Leipzig 1931.
- Zionistische Schriften von Theodor Herzl (Hrsg.), Berlin 1908.